# ChemSusChem
ChemSusChem ist eine wissenschaftliche Fachzeitschrift, die vom Wiley-VCH-Verlag im Auftrag von Chemistry Europe veröffentlicht wird. Die Zeitschrift wurde 2008 gegründet und erscheint derzeit mit 24 Ausgaben im Jahr. Es werden Artikel veröffentlicht, die sich mit der Schnittmenge von Chemie und Nachhaltigkeit beschäftigen.
Der Impact Factor lag im Jahr 2020 bei 8,928. Nach der Statistik des Web of Science wird das Journal mit diesem Impact Factor in der Kategorie Multidisziplinäre Chemie an 27. Stelle von 178 Zeitschriften geführt.